# Eduardo Spagnuolo
Eduardo Spagnuolo es un guionista y director de cine que nació en Buenos Aires, Argentina el 2 de junio de 1947 y ha guionado dirigido varias películas en su país.
También dirigió en 2015 la miniserie en 4 capítulos La Ruta 40.

## Filmografía
Director
- Un mundo seguro (2010)
- Homero Manzi, un poeta en la tormenta (2008)
- Sin reserva (1997)

Guionista
- Apurimac (2010)
- La sequía (2019)
- Yo, Sandro. La película (2018)
- Un mundo seguro (2010)
- Haroldo Conti, homo viator (2009)
- Homero Manzi, un poeta en la tormenta (2008)
- Sin reserva (1997)

Asistente de Dirección
- Haroldo Conti, homo viator (2009)

## Televisión
Director
- Anselmo Barrios, primera noche (2005) telefilme
- Un culebrón mejicano (2003) telefilme
- La reja  (2003) telefilme

Guionista
- Anselmo Barrios, primera noche (2005) telefilme
- La reja (2003) telefilme
- Un culebrón mejicano (2003) telefilme